# 歴史学的方法
歴史学的方法（れきしがくてきほうほう、英語: Historical method）は、歴史家が史料やその他の証拠を用いて研究する手法である。本項では、歴史を書くためのテクニックやガイドラインをおもに紹介する。

## 史料学

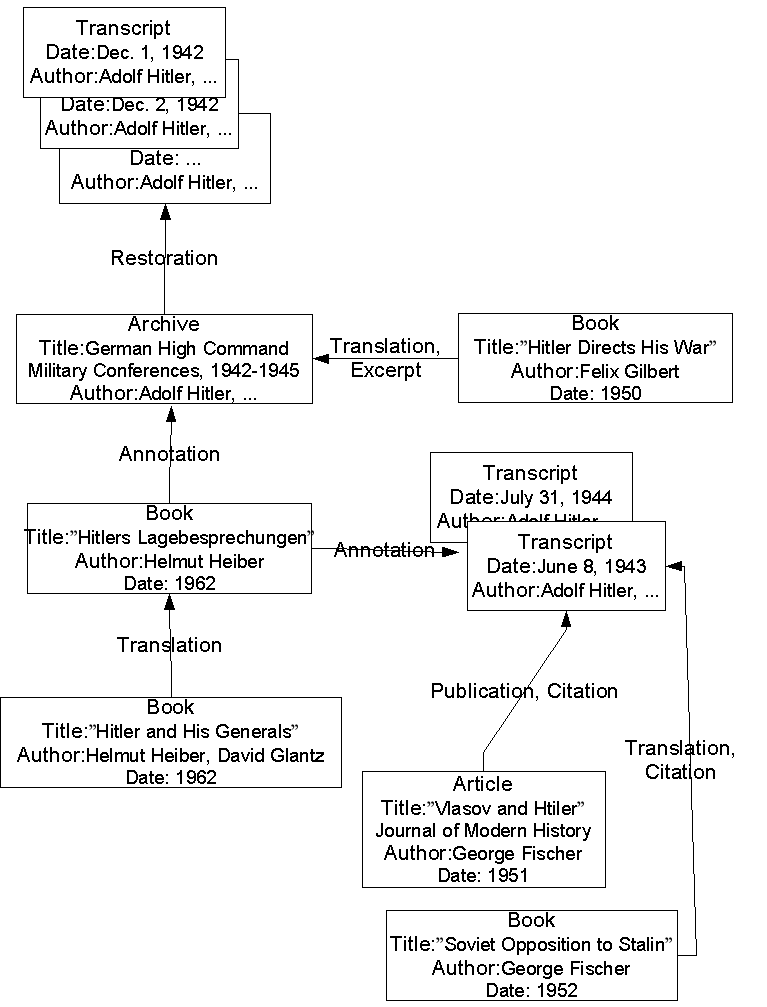
歴史学的なテキストの関係

すべての歴史学研究の基礎は、研究素材としての史料の収集、正確な読解、そして史料の分析（史料批判）にある。
伝世、伝来した史料は、原則としてその当該箇所に保存されており、また、それが望ましいことでもある。それゆえ、研究者はまず史料の所在地に出かけ、史料そのものについての調査のみならず史料の来歴や素材等にかかわる調査をおこなう。これが史料調査である。着目すべき史料については複写を行い、データとして集積していくことが研究の第一歩である。
収集された史料は正確に読解、把握していかなくてはならない。手書きされた文字を正しく読むことにも長い修練が必要とされるが、それをさらに正しく解釈し、分析に供するためには、史料の性格や歴史的背景を研究することが求められる。この、史料の様式や機能、形態や素材、伝来や史料群の形成、もしくは、その管理や情報化などに関する一連の研究を史料学もしくは歴史資料論という。

## 史料の分析
健全な歴史学研究法の本質とその可能性は、歴史観において認識論の問題としてあげられる。以下の要約では歴史家がその著作でよく使っているガイドライン、すなわち外部批判、内部批判、合成論を取り上げる。

### 外部批判：信憑性および出所
ギルバート・ギャラハンは批判を6つの質問に分けている。
1. 史料は何時書かれたか、口述であるか、あるいは作られたか（日付）
2. どこで作られたか（場所）
3. 誰によって作られたか（著者）
4. 既に在るものから作られたか（分析）
5. オリジナルな形式によって作られたか（一貫性）
6. その内容の史料的価値は何か（信頼性）

最初の4つの質問は高度批判、5つめの質問は低度批判であり、5つとも外部批判である。6つめ最後の質問は内部批判と呼ばれる。
R. J. シェーファーの外部批判：「その機能は否定的であり、単に偽証拠を掴まないようにすることであると言われる。一方、内部批判は能動的機能であり認証された証拠をどう使うかを教えてくれる。」（歴史学研究法のガイド,118）

#### 高度批判
R. J. シェーファーによると、「著者と日付の同定は、次のうちの一つまたはすべてを含む：(a)内容分析(b)他の証拠との比較(c)証拠の物質的性状の試験（歴史学研究法のガイド,120）」。内容分析には、言語的に廃れたものや日付の参照、当時の文化的状況との一貫性についての検証が含まれる。他の文献との比較では、古文書学、手書き文字の研究、運筆の研究および既知著者の文体との比較を含むことがあり、また単にその文献の著者が書いた他の文献の参照だけの場合もある。物質的性状とは、紙の質、インクとの整合性、封印の外観などであり、放射性炭素年代測定によることもある。

#### 低度批判
低度批判は多く本文批判として知られる。原本を持たず複写がある場合に正確な文献を同定することである。本文批判の方法は、最適法、文献学、分類学である。最適法の要諦は、数ある選択肢の中から原典を最も説明がつきやすい読み方を選ぶことである。文献学は正確な読み方を決められるように既存の原稿の「家族の樹」を作り上げることである。分類学は統計的な分析結果を類似したものにあてはめることである。

### 内部批判：歴史学的信頼性
完全な正確さを認められる文献は希であることを前提に、ルイス・ゴチャックは一般規則を次のように設定した「著者に固有の信頼性に拘わらず個々の文献の信頼性を確実にするべきである。」著者の信用は主としてそれぞれの主張の背景にある可能性を示すものであるが、証拠の一つ一つはそれぞれ重みが異なっているはずである。

#### 目撃証拠
R. J. シェーファーは目撃者の証言を検証するチェックリストを提供している（歴史学研究法のガイド,157-158）。
1. ある著述の本当の意味するところは、文字通りの意味と異なっているであろうか？言葉というものは今日で使われている意味とは違っているか？文章が風刺的にはなっていないか？（すなわち言っていることと違う意味をもつのではないか？）
2. 著者はその報告する事項をどのように観察したであろうか？著者の感覚は観察対象者と同じであろうか？彼は目撃したり聞いたり触れたりするに適当な位置にいたであろうか？彼は適当な社会的観察能力をもっていたであろうか？すなわちその言語を理解できたか？他に専門的な知識が必要ではないか（例えば法律、軍隊）？彼は妻であるとか秘密警察であるとかに脅されていなかったか？
3. 彼の記録はどのようになされたのか？彼の記録する能力はどうか？
  1. 記録能力に関して、彼は偏見をもっていないか？彼は記録作成のための十分な時間があったか？記録に適した場所があったか？適切な記録用具があったか？
  2. 彼が観察したときから記録するまでの時間は？かなり遅いか？
  3. 彼が報告する意図は何か？誰のために報告しているか？その時廻りにいた者が歪曲を要求したり勧めたりしていないか？
  4. 意図された真実性には他の手がかりは無いか？報告事項に無関心ではないのか？つまり意図的にではなく歪曲する可能性は無いか？彼自身に損になる記述になっていないか？つまり歪曲することを求めていないのではないか？彼には偶然のあるいはいつもの情報が与えられていたか？これはほとんど確実に意図せずに誤った方向に導くことになる。
4. 彼の証言は本質にありそうもなく見えないか？例えば人間の本質に反するとか、我々の知識にあっていないとか。
5. ある種の情報は観察したり記録したりするのに容易なものがあることを覚えておくべきである。
6. 文章中に矛盾はないだろうか？

ルイス・ゴチャックは他にも考慮すべき事項を付け加えている。
「問題の事実が広く知られていないとしても、ある種の記述は誤りや嘘のようには見えない程度まで起こりそうでありかつ可能性がある。ある道路に関する碑銘にアウグストゥスがローマの皇帝であるときにある地方総督がその道路を作ったと書いてあるとして、その地方総督が実際に道路を作ったのかを他の裏付けなしには疑われるかもしれないし、その道路がアウグストゥスの時勢に作られたことを疑うのも難しいかもしれない。ある広告で「A と B のコーヒーを信頼できる食料品店では通常価格1ポンド50セント買える」としていたとき、その広告から推論できることは「A と B のコーヒー」というブランドのコーヒーがあること以外は裏付けなしには疑われるかもしれない。」（歴史の理解、163）
ギャラハンは次のように言っている。多くの情報は「間接目撃」つまりその場に居合わせなかった人が他の人から聞いたことから来ている（歴史学研究法ガイド、292）。ゴチャックによれば、歴史家は聞き伝えの証拠を時に使っている。続けて「歴史家が二次証言を使ったとしてもそれに全幅の信頼を置いているわけではない。それどころか(1)誰の一次証言に基づいて二次証言者が証言しているか？（2)二次証言者は一次証言の全体を報告しているか？(3)そうでなければ、一次証言のどの点を正確に報告しているか？2番目と3番目の質問に対して、歴史家は二次証言が唯一の情報源であっても一次証言の全体あるいは要旨でもって満足な答えとするかもしれない。このような場合二次情報源は歴史家の「一次」情報源である。彼の知識の「源」という意味においてである。この「情報源」が一次証言の正確な報告である限り、一次証言に対して行うであろう信頼性の検証を歴史家は行っている。（歴史の理解、165）

#### 言い伝え
ギルバート・ギャラハンは、言い伝えが2つの「広義条件」か6つの「狭義条件」を満たすならば認めてもよいだろうとしている。（歴史学研究のガイド、261-262）
- 広義条件
  1. 言い伝えが途切れることなく伝えられており、その事実を採取する現存の間接的証言者あるいは初めて書き留めようとする人に直接伝えられていること。
  2. 問題の事実を検証する一連の併行し独立する目撃者がいるべきである。
- 狭義条件
  1. 言い伝えが重要な公的事象を伝えていること。例えば大多数の人に必ず直接知れ渡る事象である。
  2. その言い伝えが少なくともある一定期間は一般に信じられていること。
  3. その期間にその事実を否定した方が益になる人によっても抗議されなかったこと。
  4. その言い伝えがある一定の期間に流布された一つであること。（他の場所でギャラハン は最大150年間、口伝に勝る文化の中にあったこととしている）
  5. 言い伝えが続いた期間批判的な精神が十分あり、批判的調査の手段があったこと。
  6. 言い伝えに挑戦するだけの批判的精神の人が「嘘ではないのか」というような挑戦を行っていないこと。

言い伝えを実証する他の方法、例えば考古学遺跡の証拠との比較があるかもしれない。
言い伝えの潜在的な信頼性あるいは不信頼性に関して西アフリカと東ヨーロッパでの現地調査から新しい証拠がでている。（J. Vansina,「言い伝えから。歴史学研究法の随想」　翻訳「歴史としての言い伝え」、A. B. Lordの「寓話の歌い手におけるスラブの吟遊詩人の研究」アイスランドのサーガではSnorri Sturlasonによる13世紀のもの、K. E. Bailey,「言い伝えの意図的な制御およびゴスペルの概要」 Asia Journal of Theology [1991], 34-54.Walter J. Ong,「口伝と文献」も参照）

### 合成論：歴史学的推論
一旦断片的な情報が文章にまとめられると、仮説が作られ歴史学的推論により確立される。

#### 最適説明に至る議論
C. ベーハン・マッキュラーは最適説明を成功に導く議論に7つの条件を提示した。（歴史学記述の実証、19）
1. 記述は既に真実と認められた他の記述とともに現在の観測できるデータを表す記述を示唆しなければならない。（最初の記述を「仮説」と呼び、観測できるデータを表す記述を「観測記述」と呼ぶ）
2. 仮説は同じ主題の背反する他の仮説よりも大きな説明領域を取らねばならない。すなわち、観察記述にはより多様性を盛り込む必要がある。
3. 仮説は同じ主題の背反する他の仮説よりも強い説得力を持たねばならない。すなわち、他よりも可能性の強さを示唆する観察記述が必要である。
4. 仮説は同じ主題の背反する他の仮説よりももっともらしくあらねばならない。すなわち、他よりも多様な公認事項によりある程度示唆されており、しかもより強く示唆されていなければならない。またその否定的な見解は少数にしか信じられておらず、しかも強くはないことが必要である。
5. 仮説は同じ主題の背反する他の仮説よりもその場限りのものであってはならない。すなわち、既に在る程度信じられていることによっても示唆されていない過去についての新しい仮定は少なくあらねばならない。
6. 仮説は同じ主題の背反する他の仮説よりも公認事項によって反証されてはならない。すなわち、公認事項と結びつけられた時に虚偽であると信じられている観察記述や他の記述をほとんど示唆しないものであらねばならない。
7. 仮説は同じ主題の背反する他の仮説を2.から6.の性格において凌がねばならない。すなわち、さらに研究を進めるとこれらの観点ですぐに仮説を凌いでしまうような背反する他の仮説はほとんど無いことである。

マッキュラーは次のように述べている。「ある説明の範囲と力が優れていれば、他の競合する説明よりも事実の数も多様性も勝って説明でき、真実と認められるようになる。（歴史学記述の実証、26）

#### 統計的推定
マッキュラーはこの議論の形を次のように述べている。（歴史学記述の実証、48）
1. いかなる場合もAがBである可能性をp1とする。
2. Aが事実である可能性をp2とする。
3. よってBが事実である可能性はp1ｘp2となる。

マッキュラーは例を挙げて説明する。（歴史学記述の実証、47）
1. 多くの場合にV.S.L.M.という文字が墓碑銘のラテン語の最後にあるときこれはVotum Solvit Libens Meritoという意味である。
2. 観察される限りV.S.L.M.という文字は墓碑銘のラテン語の最後にある。
3. よって墓碑銘の文字はVotum Solvit Libens Meritoという意味である。

これは多くの例から演繹によって形成される一般化を用いた確率論的三段論法である。

#### 類推からの議論
議論の構造は次の通りである。（歴史学記述の実証、85）
1. あるもの（対象物、事象あるいは事情）の特性がp1 . . . pn and pn + 1である。
2. 他のものの特性はp1 . . . pn である。
3. よって後者は特性pn + 1をもっている。

マッキュラーは次のように言う。類推からの議論は健全なものであれば、「隠れた統計的三段論法」であるか、最適説明に至る議論としてより良く表現できるものである。「一般化の例が多くまた多様で構成されている」時は統計的三段論法である。一方で、特性１...nが特性n+1と関わりが無ければ、特性n+1が特性1...nを最適に説明できるものでない限り、この議論は価値が無い。それ故に類推は仮説を提示するときにのみ議論の余地が無く、結論を出すときに議論されるものである。

## 今日の歴史学研究法

### 考古学
文献資料でない遺跡や遺構、遺物等を分析、検討し「歴史」に近づくのが考古学である。発掘調査はハインリヒ・シュリーマン等によって19世紀に本格化し、20世紀には発掘技術が進歩したことや、土地開発による新発見のあいついだこと、又集積した考古資料の充実によって得られた緻密な編年等により、歴史学研究は大きく進展した。

### 史料の解読
ジャン＝フランソワ・シャンポリオンの神聖文字解読によるエジプト学の進展、古代ギリシア語をあらわした線文字Bの解読、ベヒストゥン碑文発見による楔形文字の解読、亀甲獣骨文字の解読による殷朝の存在の立証、1947年の死海文書の発見等、文字史料の解読や分析の面でも歴史学研究は大きな進展をみせている。マヤ文字についても、解読がすすめられている。

### 資料論
歴史叙述に際しては、さまざまなものが資料となりうることが指摘されている。大別すれば、文献資料、考古資料、図像資料、映像資料・音声資料、民俗資料などがある。しかし、その活用に際しては、それぞれの資料の資料特性の違いをよく考慮する必要がある。

## 参照
- Gilbert J. Garraghan, A Guide to Historical Method, Fordham University Press: New York (1946). ISBN 0-8371-7132-6.
- Louis Gottschalk, Understanding History: A Primer of Historical Method, Alfred A. Knopf: New York (1950). ISBN 0-394-30215-X.
- Martha Howell and Walter Prevenier, From Reliable Sources: An Introduction to Historical Methods, Cornell University Press: Ithaca (2001). ISBN 0-8014-8560-6.
- C. Behan McCullagh, Justifying Historical Descriptions, Cambridge University Press: New York (1984). ISBN 0-521-31830-0.
- R. J. Shafer, A Guide to Historical Method, The Dorsey Press: Illinois (1974). ISBN 0-534-10825-3.

### 一般
- Historical Sources Online by Marc Comtois
- Philosophy of History by Paul Newall
- Aviezer Tucker: Knowledge of the Past, interviewed by Paul Newall
- The Historian's Sources, online lesson by the Library of Congress
- Federal Rules of Evidence in United States law

### 歴史学研究法および宗教の歴史
- Modern Historical Methodology vs. Hadeeth Methodology by Reem Azzam
- Jesus Seminar Premises and Rules of Evidence by Robert Funk
- Criteria of Authenticity by John S. Kloppenborg
- Independent Confirmation and the Historicity of Jesus by Jeffery J. Lowder
- Theories and Methodologies in the Study of the Historical Jesus and Christian Origins by James Hannam